# Densité surfacique de puissance
Pour les articles homonymes, voir Densité (homonymie) et Densité de puissance.
La densité surfacique de puissance décrit la manière dont un flux de puissance se répartit sur une surface donnée.
On l'exprime en watts par mètre carré (W m−2 ou W/m2). Ce terme est utilisé dans de nombreux domaines.

## Flux de puissance
Pour une surface frontière définie, en un point de cette surface, la densité surfacique de puissance est le flux de la puissance transférée par unité de surface. Cette grandeur est définie sur le plan microscopique, par la puissance qui transite en un point d'une surface donnée, lequel est à la frontière du système physique considéré.
L'intensité des ondes électromagnétiques peut être exprimée en W/m2. C'est le cas, par exemple, de la constante solaire.
La densité de puissance solaire reçue par une surface au sol varie en fonction de l’angle d’incidence des rayons lumineux : plus cet angle augmente (c’est-à-dire, plus on se situe à une latitude élevée au-delà d'un tropique), plus cette densité de puissance reçue diminue.
En amont, la puissance reflète la vitesse de transfert d'une énergie. La densité surfacique de puissance est directement reliée à la manière dont un système acquiert ou transfert de l'énergie à travers une frontière donnée ; le transfert d'ensemble étant l'intégrale de la densité surfacique de puissance sur toute la surface frontière. De ce point de vue, la densité surfacique de puissance est une grandeur intensive, variable d'un point à l'autre de la surface. De plus, ce transfert d'énergie va d'un point à un autre, et a, dans le cas général, un caractère vectoriel : la densité surfacique de puissance traversant une surface élémentaire dépend de l’orientation de cette surface. L'expression de cette grandeur physique dans le cas général est :
{\displaystyle {\vec {\varphi }}\cdot }{\displaystyle {\vec {\mathrm {d} S}}}{\displaystyle ={\mathrm {d} }}{\displaystyle P}

## Production d'énergie

### Unités
L'unité SI est le watt par mètre carré.
Les scénarios de transition énergétique faisant souvent appel aux TWh, aux Mtep ou aux PJ sur une année, il peut être utile de rapporter ces grandeurs à une surface d'1 km2.
| Conversion d'unité | W/m2  |
| TWh an−1 km−2      | 114,0 |
| Mtep an−1 km−2     | 1 326 |
| PJ an−1 km−2       | 31,7  |

### Quelques chiffres
On compare souvent différentes installations de production d'énergie renouvelable comme les éoliennes ou les panneaux photovoltaïques selon leur densité de puissance surfacique moyenne, calculée en prenant leur production annuelle d'énergie, divisée par la surface de terrain occupée et le nombre d'heures dans une année. La notion de surface est ambiguë. Dans le cas des parcs éoliens, certains ne prennent en compte que les socles et les chemins d'accès (« empreinte »), alors que d'autres considèrent l'entièreté du parc (« espacement »).
La densité surfacique de puissance des parcs éoliens, pour des raisons théoriques, ne saurait dépasser 6,3 W/m2. Selon la Fédération européenne pour le transport et l'environnement, un parc éolien en mer standard de 2 GW affiche une production de 7,9 TWh/an à l'aide de 286 éoliennes sur une surface de 375 km2, ce qui correspond à 2,4 watts par mètre carré  et correspond à 47,5 km2 pour produire 1 TWh/an (« espacement »).
Selon Science et Vie, l'empreinte au sol des énergies renouvelables est la suivante :
| Empreinte au sol       | Nombre de km2 nécessaires pour produire 1 TWh par an | W/m2  |
| Hydraulique            | 16,56                                                | 6,9   |
| Solaire                | 15,01                                                | 7,6   |
| Éolien (« empreinte ») | 1,31                                                 | 87,0  |
| Nucléaire              | 0,13                                                 | 876,9 |

L'étude publiée en septembre 2017 par la Convention des Nations unies sur la lutte contre la désertification (UNCCD) et l'Agence internationale pour les énergies renouvelables (IRENA) fournit, à partir d'une compilation d'études d'impact, une estimation de l'empreinte au sol des principaux modes de production d'électricité, sachant que le nombre de m2 nécessaires pour produire 1 MWh/an et le nombre de km2 nécessaires pour produire 1 TWh/an sont exactement identiques :
| Empreinte au sol                   | Nombre de km2 nécessaires pour produire 1 TWh par an | W/m2   |
| Biomasse                           | 500                                                  | 0,23   |
| Solaire thermodynamique            | 15                                                   | 7,61   |
| Solaire photovoltaïque             | 10                                                   | 11,4   |
| Hydroélectricité (grands barrages) | 10                                                   | 11,4   |
| Géothermie                         | 2,5                                                  | 45,6   |
| Éolien (« empreinte »)             | 1,0                                                  | 114,1  |
| Charbon(mine à ciel ouvert)        | 5,0                                                  | 876,9  |
| Charbon (mine souterraine)         | 0,2                                                  | 570,4  |
| Gaz naturel                        | 0,2                                                  | 570,4  |
| Nucléaire                          | 0,1                                                  | 1140,8 |

Les densités surfaciques de puissance médianes apparaissent dans le tableau suivant :
| Source d'énergie        | Nombre de km2 nécessaires pour produire 1 TWh par an | Densités surfaciques de puissance médianes [W/m2] |
| ----------------------- | ---------------------------------------------------- | ------------------------------------------------- |
| Gaz                     | 0,24                                                 | 482,1                                             |
| Nucléaire               | 0,47                                                 | 240,8                                             |
| Pétrole                 | 0,59                                                 | 194,6                                             |
| Charbon                 | 0,84                                                 | 135,1                                             |
| Solaire                 | 17,27                                                | 6,6                                               |
| Géothermique            | 50,89                                                | 2,24                                              |
| Éolien (« espacement ») | 61,96                                                | 1,84                                              |
| Hydroélectricité        | 814,29                                               | 0,14                                              |
| Biomasse                | 1425,00                                              | 0,08                                              |

La densité surfacique de puissance de la filière non renouvelable (fossile ou nucléaire) est généralement très supérieure à celle des filières renouvelables (éolienne, solaire, etc.), car la puissance ne dépend pas directement de la superficie exploitée, contrairement aux filières renouvelables.